# 2021년 11월
| 2021년: 1월 · 2월 · 3월 · 4월 · 5월 · 6월 · 7월 · 8월 · 9월 · 10월 · 11월 · 12월 |

| \| 2021년 11월 1일 (월요일) \| \| 편집 \| |  |      |
| 보건 - 코로나19 범유행 - 대한민국의 0시 기준 누적 확진자 수가 366,386명으로 집계되었다. 전날 0시 대비 1,686명(국내 1,666, 해외유입 20)이 늘었다. |  |      |
| 2021년 11월 1일 (월요일) |  | 편집 |

| 2021년 11월 1일 (월요일) |  | 편집 |

| \| 2021년 11월 2일 (화요일) \| \| 편집 \| |  |      |
| 보건 - 코로나19 범유행 - 대한민국의 0시 기준 누적 확진자 수가 367,974명으로 집계되었다. 전날 0시 대비 1,589명(국내 1,578, 해외유입 11)이 늘었다. 누계가 일부 정정(-1)되었다. |  |      |
| 2021년 11월 2일 (화요일) |  | 편집 |

| 2021년 11월 2일 (화요일) |  | 편집 |

| \| 2021년 11월 3일 (수요일) \| \| 편집 \| |  |      |
| 경제와 비즈니스 - 미국 연방준비제도(Fed, 연준)는 연방공개시장위원회(FOMC) 정례 회의를 갖고, 기존 0.00%~0.25%의 금리 수준을 유지한다고 밝혔다. 현 금리 수준은 지난 2020년 3월 15일 인하된 수준으로, 지난 해 4월, 6월, 7월, 9월, 11월, 12월, 2021년 1월, 3월, 4월, 6월, 7월, 9월에 이은 열세 번째 금리 유지 결정이다. 또한 연준은 이달부터 양적 완화 축소(테이퍼링)가 시작된다고 발표하였다. 다만 제롬 파월 연준 의장은 테이퍼링 개시가 곧바로 금리 인상으로 이어지는 것은 아니라며 선을 그었다. 보건 - 코로나19 범유행 - 대한민국의 0시 기준 누적 확진자 수가 370,640명으로 집계되었다. 전날 0시 대비 2,667명(국내 2,640, 해외유입 27)이 늘었다. 누계가 일부 정정(-1)되었다. 스포츠 - 2021년 월드 시리즈에서 애틀랜타 브레이브스가 시리즈 전적 4승 2패로 휴스턴 애스트로스를 꺾고 우승하였다. 최우수 선수(MVP)에는 호르헤 솔레르가 선정되었다. |  |      |
| 2021년 11월 3일 (수요일) |  | 편집 |

| 2021년 11월 3일 (수요일) |  | 편집 |

| \| 2021년 11월 4일 (목요일) \| \| 편집 \| |  |      |
| 보건 - 코로나19 범유행 - 대한민국의 0시 기준 누적 확진자 수가 373,120명으로 집계되었다. 전날 0시 대비 2,482명(국내 2,457, 해외유입 25)이 늘었다. 누계가 일부 정정(-2)되었다. |  |      |
| 2021년 11월 4일 (목요일) |  | 편집 |

| 2021년 11월 4일 (목요일) |  | 편집 |

| \| 2021년 11월 5일 (금요일) \| \| 편집 \| |  |      |
| 보건 - 코로나19 범유행 - 대한민국의 0시 기준 누적 확진자 수가 375,464명으로 집계되었다. 전날 0시 대비 2,344명(국내 2,324, 해외유입 20)이 늘었다. 사고 - 애스트로월드 페스티벌 압사 사고: 미국 텍사스주 휴스턴에서 열린 애스트로월드 페스티벌(Astroworld Festival)에서 압사 사고가 발생, 8명이 숨지고, 300명 이상이 부상을 입었다. - 프리타운 유조차 폭발 사고: 시에라리온 프리타운에서 유조차가 화물차와 충돌하여 폭발하는 사고가 발생하였다. 이로인하여 최소 101명이 숨지고, 100명 이상이 부상을 입었다. 정치와 선거 - 대한민국 제20대 대통령 선거, 국민의힘 후보 경선: 국민의힘이 윤석열 후보를 차기 대선 후보자로 선출하였다. 제2차 전당대회에서 정홍원 경선 선거관리위원장이 다음의 본경선 결과를 발표하였다. 윤석열 후보가 47.85%의 득표율로 1위, 뒤를 이어 홍준표 후보가 41.50%, 유승민 후보가 7.47%, 그리고 원희룡 후보가 3.17%의 득표율을 기록하였다. |  |      |
| 2021년 11월 5일 (금요일) |  | 편집 |

| 2021년 11월 5일 (금요일) |  | 편집 |

| \| 2021년 11월 6일 (토요일) \| \| 편집 \| |  |      |
| 보건 - 코로나19 범유행 - 대한민국의 0시 기준 누적 확진자 수가 377,712명으로 집계되었다. 전날 0시 대비 2,248명(국내 2,219, 해외유입 29)이 늘었다. 스포츠 - 리그 오브 레전드 월드 챔피언십 2021에서 에드워드 게이밍(EDG)이 우승하였다. - EDG는 3 : 2로 담원 기아(DWG KIA)를 꺾었다. - 리그 최우수 선수(MVP)로는 이예찬(스카웃) 선수가 선정되었다. |  |      |
| 2021년 11월 6일 (토요일) |  | 편집 |

| 2021년 11월 6일 (토요일) |  | 편집 |

| \| 2021년 11월 7일 (일요일) \| \| 편집 \| |  |      |
| 보건 - 코로나19 범유행 - 대한민국의 0시 기준 누적 확진자 수가 379,935명으로 집계되었다. 전날 0시 대비 2,224명(국내 2,204, 해외유입 20)이 늘었다. 누계가 일부 정정(-1)되었다. |  |      |
| 2021년 11월 7일 (일요일) |  | 편집 |

| 2021년 11월 7일 (일요일) |  | 편집 |

| \| 2021년 11월 8일 (월요일) \| \| 편집 \| |  |      |
| 보건 - 코로나19 범유행 - 대한민국의 0시 기준 누적 확진자 수가 381,694명으로 집계되었다. 전날 0시 대비 1,760명(국내 1,733, 해외유입 27)이 늘었다. 누계가 일부 정정(-13)되었다. |  |      |
| 2021년 11월 8일 (월요일) |  | 편집 |

| 2021년 11월 8일 (월요일) |  | 편집 |

| \| 2021년 11월 9일 (화요일) \| \| 편집 \| |  |      |
| 보건 - 코로나19 범유행 - 대한민국의 0시 기준 누적 확진자 수가 383,407명으로 집계되었다. 전날 0시 대비 1,715명(국내 1,698, 해외유입 17)이 늘었다. 누계가 일부 정정(-2)되었다. 사고 - 대한민국 경기도 여주시 일대에서 대규모 정전이 발생하였다. |  |      |
| 2021년 11월 9일 (화요일) |  | 편집 |

| 2021년 11월 9일 (화요일) |  | 편집 |

| \| 2021년 11월 10일 (수요일) \| \| 편집 \| |  |      |
| 문화와 예술 - 문화체육관광부가 서울특별시와 이건희 컬렉션을 전시할 이건희 기증관(가칭) 관련 업무협약을 체결하였다. 당국은 설계 공모를 거쳐 오는 2027년경 기증관을 개관을 목표로 한다고 밝혔다. 전날인 9일, 국가기증 이건희 소장품 활용위원회는 이건희 컬렉션으로 일컬어지는 이건희 전 삼성 회장 유족의 기증품 23,000여 점을 전시할 곳으로 서울특별시 종로구 송현동의 부지(9,787m2)를 선정하였다. 보건 - 코로나19 범유행 - 대한민국의 0시 기준 누적 확진자 수가 385,831명으로 집계되었다. 전날 0시 대비 2,425명(국내 2,409, 해외유입 16)이 늘었다. 누계가 일부 정정(-1)되었다. 스포츠 - 2021년 한국시리즈: 두산 베어스가 2021년 한국시리즈에 진출하였다. - 두산은 삼성 라이온즈와의 2차전에서 11 : 3 으로 승리, 2승(3전 2선승제)을 거두며 최초로 7년 연속으로 한국시리즈에 진출하였다. 두산 베어스는 2021년 KBO 리그에서 4위를 기록하였으며, 5위인 키움 히어로즈(와일드카드전)와 3위인 LG 트윈스(준플레이오프전), 그리고 2위인 삼성 라이온즈(플레이오프전)까지 연달아 꺾고, 한국시리즈에 올랐다. - 두산은 오는 11월 14일부터 리그 우승팀인 kt 위즈와 7전 4선승제 승부를 겨룬다. |  |      |
| 2021년 11월 10일 (수요일) |  | 편집 |

| 2021년 11월 10일 (수요일) |  | 편집 |

| \| 2021년 11월 11일 (목요일) \| \| 편집 \| |  |      |
| 보건 - 코로나19 범유행 - 대한민국의 0시 기준 누적 확진자 수가 388,351명으로 집계되었다. 전날 0시 대비 2,520명(국내 2,494, 해외유입 26)이 늘었다. 재해 - 스리랑카에서 25명, 인도에서 16명이 홍수로 인하여 사망하였다. |  |      |
| 2021년 11월 11일 (목요일) |  | 편집 |

| 2021년 11월 11일 (목요일) |  | 편집 |

| \| 2021년 11월 12일 (금요일) \| \| 편집 \| |  |      |
| 보건 - 코로나19 범유행 - 대한민국의 코로나19 범유행 - 대한민국의 0시 기준 누적 확진자 수가 390,719명으로 집계되었다. 전날 0시 대비 2,368명(국내 2,358, 해외유입 10)이 늘었다. - 서울의 중환자 병상 가동률이 75%를 넘어갔다. |  |      |
| 2021년 11월 12일 (금요일) |  | 편집 |

| 2021년 11월 12일 (금요일) |  | 편집 |

| \| 2021년 11월 13일 (토요일) \| \| 편집 \| |  |      |
| 보건 - 코로나19 범유행 - 대한민국의 0시 기준 누적 확진자 수가 393,042명으로 집계되었다. 전날 0시 대비 2,325명(국내 2,311, 해외유입 14)이 늘었다. 누계가 일부 정정(-2)되었다. |  |      |
| 2021년 11월 13일 (토요일) |  | 편집 |

| 2021년 11월 13일 (토요일) |  | 편집 |

| \| 2021년 11월 14일 (일요일) \| \| 편집 \| |  |      |
| 보건 - 코로나19 범유행 - 대한민국의 0시 기준 누적 확진자 수가 395,460명으로 집계되었다. 전날 0시 대비 2,419명(국내 2,401, 해외유입 18)이 늘었다. 누계가 일부 정정(-1)되었다. 스포츠 - 2021년 한국시리즈: 서울 고척스카이돔(고척돔)에서 kt 위즈와 두산 베어스의 1차전 경기가 열렸다. 경기 결과 kt가 4:2로 두산을 꺾고 2013년 창단이후 처음으로 한국시리즈 승을 기록하였다. - kt의 투수 윌리엄 쿠에바스가 경기 최우수 선수로 선정되었다 - 이번 연도 한국시리즈는 코로나바이러스감염증-19 유행으로 인한 개막 지연과 이에 따른 추위와 관련, 지난해와 마찬가지로 모든 경기를 고척돔에서 중립 경기로 치를 예정이다. 재해 - 강원도 양양군 서면 장승리에서 산불이 발생하였다. - 이란 반다르아바스 북북서쪽에서 규모 6.3의 지진이 발생하였다. 정치와 선거 - 불가리아에서 국민의회 의원(국회의원) 총선거와 대통령 선거가 실시되었다. - 국회의원 선거에서는 과반 득표 정당이 나오지 않아 이후 연립정부(연정) 구성을 위한 협상이 계속된다. 불가리아는 지난 2021년 4월과 7월 국회의원 선거를 실시하였으나, 과반 확보 정당이 나오지 않았으며, 정당간 연립 정부 구성도 실패하면서 또 다시 선거가 치러졌다. - 대통령 선거는 과반 득표자가 나오지 않아 대통령으로 재임 중인 루멘 라데프(49.42% 득표) 후보와 아나스타스 게르지코프(Anastas Gerdzhikov, 22.83% 득표) 후보가 오는 11월 21일 결선 투표를 통해 당선자를 가린다. |  |      |
| 2021년 11월 14일 (일요일) |  | 편집 |

| 2021년 11월 14일 (일요일) |  | 편집 |

| \| 2021년 11월 15일 (월요일) \| \| 편집 \| |  |      |
| 경제와 비즈니스 - 미국의 조 바이든 대통령 1조 달러(한화 약 1,179조 5,000억 원) 규모의 기반 시설(인프라) 법안에 서명하였다. 미국은 해당 법안을 통하여 앞으로 수도, 인터넷 통신망, 교량, 도로 등 전반적인 사회 인프라 개선에 나선다. 국제 관계 - 미중 관계: 미국의 조 바이든 대통령과 중화인민공화국의 시진핑 주석이 화상을 통하여 첫 정상회담을 진행하였다. 이 날(중화인민공화국 기준 16일) 양측은 약 3시간 가량 회담을 진행하였으며, 상호간 충돌보다는 협력이 중요하다는 점에 대한 인식을 공유하고, 여러 양국 현안을 논의하였다. 보건 - 코로나19 범유행 - 대한민국의 0시 기준 누적 확진자 수가 397,466명으로 집계되었다. 전날 0시 대비 2,006명(국내 1,986, 해외유입 20)이 늘었다. |  |      |
| 2021년 11월 15일 (월요일) |  | 편집 |

| 2021년 11월 15일 (월요일) |  | 편집 |

| \| 2021년 11월 16일 (화요일) \| \| 편집 \| |  |      |
| 군사 - 아랍에미리트(UAE) 국방부가 계약 규모 35억 달러(한화 약 4조 1,000억 원)에 대한민국형 방공 체계인 M-SAM(천궁2)을 도입 추진 중인 것으로 알려졌다. UAE 당국은 협상이 상당히 진행되었다고 설명하였다. 보건 - 코로나19 범유행 - 대한민국의 0시 기준 누적 확진자 수가 399,591명으로 집계되었다. 전날 0시 대비 2,125명(국내 2,110, 해외유입 15)이 늘었다. |  |      |
| 2021년 11월 16일 (화요일) |  | 편집 |

| 2021년 11월 16일 (화요일) |  | 편집 |

| \| 2021년 11월 17일 (수요일) \| \| 편집 \| |  |      |
| 보건 - 코로나19 범유행 - 대한민국의 0시 기준 누적 확진자 수가 402,775명으로 집계되었다. 전날 0시 대비 3,187명(국내 3,163, 해외유입 24)이 늘었다. 누계가 일부 정정(-3)되었다. |  |      |
| 2021년 11월 17일 (수요일) |  | 편집 |

| 2021년 11월 17일 (수요일) |  | 편집 |

| \| 2021년 11월 18일 (목요일) \| \| 편집 \| |  |      |
| 보건 - 코로나19 범유행 - 대한민국의 0시 기준 누적 확진자 수가 406,065명으로 집계되었다. 전날 0시 대비 3,312명(국내 3,292, 해외유입 20)이 늘었다. 누계가 일부 정정(-2)되었다. 사회 - 대한민국에서 2022학년도 대학수학능력시험이 실시되었다. 응시 인원은 50만 9,821명이다. 스포츠 - 2021년 한국시리즈: KT 위즈가 우승, 2013년 창단 이후 8년 만에 첫 한국시리즈 우승을 차지하였다. KT는 리그 우승(1위)에 한국시리즈 우승까지 더하여, 통합 우승을 기록하였다. - 4차전 경기에서 KT 위즈가 8:4로 승리하였다. KT는 11월 14일 시작된 1차전 경기부터 내리 4연승, 두산 베어스를 시리즈 전적 4승 전승으로 꺾었다. - 2021년 한국 시리즈 최우수 선수(MVP)로는 박경수가, 4차전 경기 MVP로는 제러드 호잉이 선정되었다. 정치와 선거 - 통가에서 총선이 실시되었다. |  |      |
| 2021년 11월 18일 (목요일) |  | 편집 |

| 2021년 11월 18일 (목요일) |  | 편집 |

| \| 2021년 11월 19일 (금요일) \| \| 편집 \| |  |      |
| 보건 - 코로나19 범유행 - 대한민국의 0시 기준 누적 확진자 수가 409,099명으로 집계되었다. 전날 0시 대비 3,034명(국내 3,011, 해외유입 23)이 늘었다. |  |      |
| 2021년 11월 19일 (금요일) |  | 편집 |

| 2021년 11월 19일 (금요일) |  | 편집 |

| \| 2021년 11월 20일 (토요일) \| \| 편집 \| |  |      |
| 보건 - 코로나19 범유행 - 대한민국의 0시 기준 누적 확진자 수가 412,311명으로 집계되었다. 전날 0시 대비 3,212명(국내 3,194, 해외유입 18)이 늘었다. |  |      |
| 2021년 11월 20일 (토요일) |  | 편집 |

| 2021년 11월 20일 (토요일) |  | 편집 |

| \| 2021년 11월 21일 (일요일) \| \| 편집 \| |  |      |
| 국제 관계 - 중화인민공화국 외교부는 공식 성명을 통해 리투아니아 정부가 주리투아니아 대만 대표처 설립을 허가한 것에 대한 대응 차원에서 중화인민공화국과 리투아니아 간의 외교 관계를 임시대리대사급으로 격하하기로 결정했다고 밝혔다. 보건 - 코로나19 범유행 - 대한민국의 0시 기준 누적 확진자 수가 415,425명으로 집계되었다. 전날 0시 대비 3,120명(국내 3,098, 해외유입 22)이 늘었다. 누계가 일부 정정(-6) 되었다. |  |      |
| 2021년 11월 21일 (일요일) |  | 편집 |

| 2021년 11월 21일 (일요일) |  | 편집 |

| \| 2021년 11월 22일 (월요일) \| \| 편집 \| |  |      |
| 보건 - 코로나19 범유행 - 대한민국의 0시 기준 누적 확진자 수가 418,252명으로 집계되었다. 전날 0시 대비 2,827명(국내 2,806, 해외유입 21)이 늘었다. |  |      |
| 2021년 11월 22일 (월요일) |  | 편집 |

| 2021년 11월 22일 (월요일) |  | 편집 |

| \| 2021년 11월 23일 (화요일) \| \| 편집 \| |  |      |
| 보건 - 코로나19 범유행 - 대한민국의 0시 기준 누적 확진자 수가 420,950명으로 집계되었다. 전날 0시 대비 2,699명(국내 2,685, 해외유입 14)이 늘었다. 누계가 일부 정정(-1) 되었다. 사회 - 대한민국의 군인, 정치인인 전두환이 숨졌다. 전두환은 1979년 12·12 군사 반란으로 정치 권력을 잡았으며, 1980년 8월 최규하 대통령의 하야 이후 간접 선거를 통하여 제11·12대 대통령(1980년 9월~1988년 2월)을 지냈다. 퇴임 이후 1955년 내란죄와 반란죄 수괴 혐의로 사형이 선고되었고, 1997년 12월 노태우와 함께 특별 사면·복권되었으나, 전직 대통령에 대한 예우는 박탈되었다. |  |      |
| 2021년 11월 23일 (화요일) |  | 편집 |

| 2021년 11월 23일 (화요일) |  | 편집 |

| \| 2021년 11월 24일 (수요일) \| \| 편집 \| |  |      |
| 보건 - 코로나19 범유행 - 대한민국의 0시 기준 누적 확진자 수가 425,064명으로 집계되었다. 전날 0시 대비 4,115명(국내 4,087, 해외유입 28)이 늘었다. 누계가 일부 정정(-1) 되었다. 처음으로 4,000명 이상의 일일 확진자가 발생하였다. 정치와 선거 - 스웨덴에서 마그달레나 안데르손 사회민주노동자당 대표가 스웨덴 총리에 취임하였으나, 취임 7시간여 만에 사임하였다. 안데르손 총리는 예산안이 부결되고 연정 파트너 중 한 축인 녹색당이 연정 탈퇴를 결정하자, 안드레아스 노를렌 국회의장에게 사임 의사를 표명하였고, 노를렌 의장은 이를 수락하였다. |  |      |
| 2021년 11월 24일 (수요일) |  | 편집 |

| 2021년 11월 24일 (수요일) |  | 편집 |

| \| 2021년 11월 25일 (목요일) \| \| 편집 \| |  |      |
| 경제와 비즈니스 - 한국은행 기준금리: 한국은행(한은)이 금융통화위원회(금통위)를 열고, 1.00%로 기준금리 0.25%p 인상을 결정하였다. 지난 8월 26일 0.25%p 인상 이후 세 달만의 인상 결정으로, 10월 회의에서는 금리를 유지하였었다. 이주열 한은 총재는 금리 발표 이후의 간담회 자리에서, 오는 2022년 1분기 중 추가 금리 인상을 시사하였다. 보건 - 코로나19 범유행 - 대한민국의 0시 기준 누적 확진자 수가 429,002명으로 집계되었다. 전날 0시 대비 3,938명(국내 3,917, 해외유입 21)이 늘었다. 정치와 선거 - 루마니아에서 니콜라에 치우커(PNL) 총리가 집권하였다. 사회민주당, 국민자유당(PNL), 루마니아 헝가리인 민주연합이 참여하는 연립정부가 구성되었다. |  |      |
| 2021년 11월 25일 (목요일) |  | 편집 |

| 2021년 11월 25일 (목요일) |  | 편집 |

| \| 2021년 11월 26일 (금요일) \| \| 편집 \| |  |      |
| 보건 - 코로나19 범유행 - 대한민국의 0시 기준 누적 확진자 수가 432,901명으로 집계되었다. 전날 0시 대비 3,901명(국내 3,882, 해외유입 19)이 늘었다. 누계가 일부 정정(-2)되었다. |  |      |
| 2021년 11월 26일 (금요일) |  | 편집 |

| 2021년 11월 26일 (금요일) |  | 편집 |

| \| 2021년 11월 27일 (토요일) \| \| 편집 \| |  |      |
| 보건 - 코로나19 범유행 - 대한민국의 0시 기준 누적 확진자 수가 436,968명으로 집계되었다. 전날 0시 대비 4,068명(국내 4,045, 해외유입 23)이 늘었다. 누계가 일부 정정(-1)되었다. 스포츠 - 2021년 일본 시리즈, 6차전: 도쿄 야쿠르트 스왈로스가 시리즈 전적 4승 2패로 오릭스 버펄로스를 꺾고 일본 시리즈 우승을 차지하였다. 야쿠르트의 일본 시리즈 우승은 2001년 일본 시리즈 이후 20년 만이다. 최우수 선수(MVP)로는 야쿠르트의 포수 나카무라 유헤이가 선정되었다. |  |      |
| 2021년 11월 27일 (토요일) |  | 편집 |

| 2021년 11월 27일 (토요일) |  | 편집 |

| \| 2021년 11월 28일 (일요일) \| \| 편집 \| |  |      |
| 보건 - 코로나19 범유행 - 대한민국의 0시 기준 누적 확진자 수가 440,896명으로 집계되었다. 전날 0시 대비 3,928명(국내 3,893, 해외유입 35)이 늘었다. 정치와 선거 - 온두라스에서 총선이 실시되었다. 해방재건당이 50여 석으로 의회 제1당이 될 것으로 전망되었고, 차기 대통령에는 해방재건당의 시오마라 카스트로 후보가 당선되었다. 당선자는 오는 2022년 1월 27일 대통령에 취임하게 된다. 카스트로는 지난 2009년 쿠데타로 실각한 마누엘 셀라야 대통령의 아내이기도 하다. |  |      |
| 2021년 11월 28일 (일요일) |  | 편집 |

| 2021년 11월 28일 (일요일) |  | 편집 |

| \| 2021년 11월 29일 (월요일) \| \| 편집 \| |  |      |
| 보건 - 코로나19 범유행 - 대한민국의 0시 기준 누적 확진자 수가 444,200명으로 집계되었다. 전날 0시 대비 3,309명(국내 3,286, 해외유입 23)이 늘었다. 누계가 일부 정정(-5)되었다. 스포츠 - 스위스 루체른에서 열릴 예정이던 2021년 동계 유니버시아드 대회가 SARS-CoV-2 오미크론 변이와 관련하여 취소되었다. 코로나19 범유행으로 인하여 2021년 1월 열려던 것을 12월 11일로 연기했으나, 변이 바이러스의 출현과 관련하여 주최 측이 유니버시아드 대회의 취소를 결정하였다. |  |      |
| 2021년 11월 29일 (월요일) |  | 편집 |

| 2021년 11월 29일 (월요일) |  | 편집 |

| \| 2021년 11월 30일 (화요일) \| \| 편집 \| |  |      |
| 보건 - 코로나19 범유행 - 대한민국의 0시 기준 누적 확진자 수가 447,230명으로 집계되었다. 전날 0시 대비 3,032명(국내 3,003, 해외유입 29)이 늘었다. 누계가 일부 정정(-2)되었다. 정치와 선거 - 바베이도스가 입헌군주제에서 공화제로 전환되었고, 국가원수는 엘리자베스 2세에서 샌드라 메이슨으로 바뀌었다. - 스웨덴의 총리에 마그달레나 안데르손이 다시 선출되어 취임하였다. 지난 11월 24일 취임 7시간여 만에 사임한지 1주일 만이다. |  |      |
| 2021년 11월 30일 (화요일) |  | 편집 |

| 2021년 11월 30일 (화요일) |  | 편집 |

| <          | 2021년 11월 | 2021년 11월 | 2021년 11월 | 2021년 11월 | 2021년 11월 | >          |
| 일         | 월          | 화          | 수          | 목          | 금          | 토         |
|            | 1 9.27 계축 | 2 28 갑인   | 3 29 을묘   | 4 30 병진   | 5 10.1 정사 | 6 2 무오   |
| 7 3 기미   | 8 4 경신    | 9 5 신유    | 10 6 임술   | 11 7 계해   | 12 8 갑자   | 13 9 을축  |
| 14 10 병인 | 15 11 정묘  | 16 12 무진  | 17 13 기사  | 18 14 경오  | 19 15 신미  | 20 16 임신 |
| 21 17 계유 | 22 18 갑술  | 23 19 을해  | 24 20 병자  | 25 21 정축  | 26 22 무인  | 27 23 기묘 |
| 28 24 경진 | 29 25 신사  | 30 26 임오  |             |             |             |            |

| - 2021년 - 10월 - 11월 - 12월 - 14일: 불가리아 총선거 - 18일: 통가 총선거 - 28일: 온두라스 총선거 편집하기 |